# Kyryło Doroszenko
Kyryło Ołeksandrowycz Doroszenko, ukr. Кирило Олександрович Дорошенко (ur. 17 listopada 1989 w Nowomoskowsku, w obwodzie dniepropetrowskim) – ukraiński piłkarz, grający na pozycji pomocnika.

## Kariera piłkarska

### Kariera klubowa
Wychowanek Szachtara Donieck, barwy którego bronił w juniorskich mistrzostwach Ukrainy (DJuFL). Karierę piłkarską rozpoczął 6 kwietnia 2006 w składzie trzeciej drużyny Szachtara. W sezonie 2008/09 został wypożyczony do Stali Ałczewsk, a latem 2009 do końca roku do Zirki Kirowohrad. Latem 2010 przeszedł do Olimpika Donieck. W końcu kwietnia 2015 opuścił doniecki klub. 11 czerwca 2015 podpisał kontrakt z Zorią Ługańsk. Rozegrał tylko jeden mecz i w lipcu 2016 opuścił ługański klub. 17 sierpnia został piłkarzem Illicziwca Mariupol. Podczas przerwy zimowej sezonu 2016/17 przeszedł do białoruskiego klubu Tarpieda-BiełAZ Żodzino, w którym grał do końca listopada 2017.

### Kariera reprezentacyjna
W 2004 debiutował w reprezentacji U-16. Występował również w juniorskich reprezentacjach U-17 i U-18.

## Sukcesy i odznaczenia

### Sukcesy klubowe
- mistrz Pierwszej ligi Ukrainy: 2014